# Hawkridge
Hawkridge är en by i civil parish Withypool and Hawkridge, i enhetskommunen Somerset, i grevskapet Somerset, i England. Byn är belägen 19 km från Minehead. Hawkridge var en civil parish fram till 1933 när blev den en del av Withypool. Civil parish hade 68 invånare år 1931.